# Sanne Groot Koerkamp (journaliste)
Sanne Groot Koerkamp (1982) is een Nederlands journaliste en hoofdredactrice van een aantal landelijke bladen. Ze groeide op in Finsterwolde (Groningen) en woont, na een studie journalistiek in Utrecht, in Amsterdam.

## Werkzaamheden en publicaties
Van 2004 tot en met 2007 was Groot Koerkamp in dienst van de Nieuwe Revu als onderzoeksjournaliste.
In 2007 was ze hoofdredacteur van Spunk. 
Van maart 2009 tot juli 2011 was ze hoofdredacteur van de 'groene glossy' Green.2. Van 2012 tot en met 2014 was ze algemeen hoofdredacteur van het fashioncluster bij uitgeverij MYbusinessmedia, met verantwoordelijkheid voor de vakbladen Textilia, Schoenvisie en Bengels. In september 2014 werd zij hoofdredacteur van de Nederlandse Glamour. In 2016 won Sanne Groot Koerkamp de Mercur voor Hoofdredacteur van het Jaar.  In september 2017 werd zij hoofdredacteur bij Quest, daarbij afscheid nemend van Linda.
Groot Koerkamp heeft gepubliceerd in kranten zoals Het Financieele Dagblad en Trouw en tijdschriften zoals Viva en JAN. 

## Boek
- Groot Koerkamp, Sanne, Marije Veerman (Oktober 2006). Het Slapende Leger - Een zoektocht naar jonge jihad-sympathisanten in Nederland. Rothschild & Bach, Amsterdam, 200 pagina's. ISBN 9789049950309. Geraadpleegd op 20 juli 2010.